# 2005년 10월
| 2005년: 1월 · 2월 · 3월 · 4월 · 5월 · 6월 · 7월 · 8월 · 9월 · 10월 · 11월 · 12월 |

| <          | 2005년 10월 | 2005년 10월 | 2005년 10월 | 2005년 10월 | 2005년 10월 | >           |
| 일         | 월          | 화          | 수          | 목          | 금          | 토          |
|            |             |             |             |             |             | 1 8.28 무오 |
| 2 29 기미  | 3 9.1 경신  | 4 2 신유    | 5 3 임술    | 6 4 계해    | 7 5 갑자    | 8 6 을축    |
| 9 7 병인   | 10 8 정묘   | 11 9 무진   | 12 10 기사  | 13 11 경오  | 14 12 신미  | 15 13 임신  |
| 16 14 계유 | 17 15 갑술  | 18 16 을해  | 19 17 병자  | 20 18 정축  | 21 19 무인  | 22 20 기묘  |
| 23 21 경진 | 24 22 신사  | 25 23 임오  | 26 24 계미  | 27 25 갑신  | 28 26 을유  | 29 27 병술  |
| 30 28 정해 | 31 29 무자  |             |             |             |             |             |

| - 10월 2일 - 김정흠 - 10월 13일 - 정순영 - 10월 15일 - 박봉성 - 10월 24일 - 김진재 편집하기 |

## 2005년10월 30일
- 일본에서 자신의 엄마를 탈륨을 이용해 독살 실험을 하던 여고생이 체포되어, 사회적으로 큰 충격을 주었다. [깨진 링크( 과거 내용 찾기])], 母親毒殺未遂女子高生の日記(일본어)

## 2005년10월 29일
- 건설교통부는 2006년 11월 1일부터 적용될 새 번호판이 원안대로 확정되었다고 밝혔다.  보관됨 2005-10-31 - 웨이백 머신[깨진 링크(과거 내용 찾기)]

## 2005년10월 28일
- 중화인민공화국의 후진타오 주석이 3일 일정으로 조선민주주의인민공화국에 도착했다. 후진타오는 김정일 주석과 함께 북핵과 경제 문제에 대해 의논할 계획이라고 알려져있다.
- 마이크로소프트가 한국에서 윈도우 사업을 그만둘 수 있다고 미국 증권거래위원회에 보고서를 작성한 사실이 뒤늦게 알려졌다. 이는 공정거래위원회의 윈도 미디어 플레이어, 윈도 메신저 끼워팔기 조사에 따른 것이다.
- 서울 용산구에 새로 지은 국립중앙박물관이 문을 열었다.
- 열린우리당 문희상 의장을 비롯한 상임중앙위원들이 재선거 패배에 대한 책임을 지고 물러났다.

## 2005년10월 27일
- 국회 통일외교통상위원회는 열린우리당과 한나라당 소속 의원들이 참석한 가운데 미국·중화인민공화국과의 쌀협상 비준동의안을 전격적으로 통과시켰다. 민주노동당 의원들은 상임위 처리에 반발하며 규탄성명을 발표했고 농민단체들도 강경하게 투쟁하겠다고 밝혔다.
- 프랑스에서 이민자 청소년 두 명이 경찰에 쫓기다 감전으로 사망했다. 이 사건 이후 프랑스 파리 근교에서 인종 차별에 항의하는 이민자들의 폭력사태가 확산되고 있다.

## 2005년10월 26일
- 국회의원 재선거가 4개 지역구에서 실시됐다. 이 선거에서는 한나라당이 4곳 모두 승리했다.
- 검찰은 국정원 도청을 총괄한 혐의로 김은성 전 차장을 구속했다. 또한 이 사건에서 임동원, 신건 전 국정원장이 구속된 김 전 차장과 도청을 공모했다고 밝혔다.

## 2005년10월 25일
- 일본 도쿄지방법원은 일제강점기 한센병에 걸려 소록도에 강제 수용됐던 한국인들이 일본정부를 상대로 낸 보상 청구 소송을 기각했다. 한편 도쿄지방법원의 다른 재판부는 대만의 피해자들이 낸 소송을 받아들여 논란이 되고 있다.
- 조선민주주의인민공화국 아시아태평양 평화위원회는 금강산 관광과 관련해 현대측과 협의를 다시 시작하자는 제안을 했다.
- 서울지방법원은 안기부 도청사건에 대한 공판을 열었다. 이 자리에 증인으로 참석한 이학수 삼성그룹 부회장은 박인회 씨가 도청 녹취록 대가로 5억 원을 요구했다고 증언했다.
- 현대하이스코 순천공장에서 민주노총이 결의대회를 열었다. 이 자리에 참석한 5천여 명의 전남 지역 노동자들은 결의대회 후 공장으로 진입하려다 경찰과 충돌해 경찰과 노동자 백여 명이 다쳤다.

## 2005년10월 24일
- 국제 신용평가기관 피치는 24일 한국에 대한 국가신용등급을 기존의 `A'에서 한 단계 높은 `A+'로 상향조정했으며 신용등급 전망은 `안정적'이라고 밝혔다.
- 현대하이스코 순천공장에서 일하다 해고된 비정규직 노동자 50여 명이 새벽에 크레인과 공장을 점거했다. 이들은 회사측에게 부당해고자를 복직시킬 것과 노동조합을 인정해줄 것, 고소 고발을 하지 않을 것, 법적책임을 묻지 말 것을 요구하는 시위를 시작했다. 한편 현대하이스코는 지난 6월 비정규직 노동자들이 노동조합을 결성했다는 이유로 120명을 해고했다.

## 2005년10월 23일
- 독일 프랑크푸르트 도서전이 폐막했다.

## 2005년10월 22일
- 나이지리아의 벨뷰항공 여객기가 이륙한 지 3분 만에 추락했다. 탑승자는 대부분 사망한 것으로 추정된다.
- 북한의 연형묵 노동당 정치국 후보위원 겸 국방위원회 부위원장이 22일 불치의 병으로 사망했다.
- 김윤규 전 현대아산 부회장이 중국에서 귀국했다.

## 2005년10월 21일
- 이라크 후세인 전 대통령의 측근 변호사가 납치후 살해됐다.
- 보건복지부와 식품의약품안전청은 중국산 수입김치 16개 가운데 9개 제품에서 기생충 알이 검출되었다고 밝혔다.
- 조선민주주의인민공화국을 방문한 빌 리처드슨 미국 뉴멕시코 주지사가 조선민주주의인민공화국이 무조건 육자회담에 참가할 뜻을 밝혔다고 말했다.
- 한국과 미국이 한-미 연례 안보협의회 회의를 가졌다. 두 나라는 전시 작전통제권을 한국에 넘기는 문제의 협의를 적절히 가속화하고 주한미군의 전략적 중요성을 재확인하는 내용의 공동성명을 채택했다.

## 2005년10월 20일
- 국경없는 기자회가 발표한 언론자유지수 연례보고서에서 한국은 세계 167개국 중에 34위로 아시아에서는 가장 높은 순위를 차지했다.
- 유네스코 총회에서 회원국들은 문화적 표현의 다양성 보호와 증진을 위한 협약을 채택했다. 이 협약에는 미국과 이스라엘만 반대표를 던졌다.
- 하리리 전 레바논 총리 암살에 시리아 정부가 개입했다고 유엔 조사단이 결론 내렸다.
- 조선민주주의인민공화국 아시아태평양 평화위원회는 현대그룹과의 모든 사업을 다시 검토할 것이라고 밝혔다.
- 삼성전자 이재용 상무가 계열사인 서울통신기술의 전환사채를 헐값에 사들여 막대한 시세차익을 남긴 사실이 드러났다.
- 북관대첩비가 일본에서 한국으로 돌아왔다.
- 민주노총 이수호 위원장을 비롯한 지도부가 총사퇴했다.
- 아프가니스탄 주둔 미군 병사들이 탈레반 포로의 주검을 불태우고 마을 주민들과 이슬람교를 모독하는 내용을 담은 비디오가 방송되었다.
- 청주지방법원 충주지원 형사부는 꽃동네 오웅진 신부가 서류를 꾸며 국고보조금을 타낸 혐의에 대해 유죄를 선고했다.

## 2005년10월 19일
- 삼성 라이온즈가 2005년 프로야구 한국시리즈에서 두산 베어스를 이기고 우승했다.
- 사담 후세인 전 이라크 대통령에 대한 전범재판이 시작됐다.
- 평화의 댐이 완공됐다.

## 2005년10월 18일
- 한나라당 박근혜 대표가 기자회견을 가졌다. 박 대표는 강정구 교수 사건에 대해 정부가 자유민주주의를 부정하는 세력을 비호하고 있다며, 구국운동을 벌여나갈 것이라고 밝혔다.
- 중화인민공화국 정부가 닷새 뒤로 예정 된 일본 외상의 중국 방문을 거부하겠다고 밝혔다.
- 대부분 자민당 소속인 일본 의원 101명이 야스쿠니 신사를 참배했다.

## 2005년10월 17일
- 고이즈미 준이치로 일본 총리가 야스쿠니 신사를 공식 참배했다.

## 2005년10월 16일
- 노무현 대통령은 김종빈 검찰총장의 사표를 수리했다.

## 2005년10월 14일
- 김종빈 검찰총장이 사표를 냈다. 천정배 법무장관의 수사지휘권 발동에 대한 항의의 뜻이다. 한편 검찰은 법무장관의 수사지휘를 받아들여 강정구 동국대 교수에 대해 불구속 수사할 방침이라고 밝혔다.

## 2005년10월 13일
- 참여연대는 삼성전자 이재용 상무를 비롯한 삼성 그룹 이사들을 배임혐의로 검찰에 고발했다. 이재용 상무가 자신의 인터넷 사업이 실패하자 회사 주식을 그룹 관련 계열사에게 380억원에 넘겨 손해를 끼친 혐의다.
- 스웨덴 한림원은 2005년 노벨 문학상 수상자로 영국의 해롤드 핀터를 선정했다.
- 전국건설운송노동조합 덤프연대가 총파업을 시작했다.

## 2005년10월 12일
- 천정배 법무장관은 1948년 건국 이후 최초로 법무부장관의 검찰 수사지휘권을 행사하여 강정구 교수의 국가보안법위반 혐의에 대해 불구속 수사할 것을 검찰에 지시했다.
- 노무현대통령은 사회 문제를 해결하기 위해 각 계층의 대표들이 참여하는 국민 대통합 연석회의를 구성하자고 국회에 제안했다.
- 중화인민공화국은 유인우주선 선저우 6호를 발사하는 데 성공했다. 구 소련과 미국에 이어 세 번째이다.

## 2005년10월 11일
- 탈북자 8명이 중국의 한국인학교에 진입했다. 이들은 한국행을 요청하고 있는 것으로 알려졌다.
- 민주노총 지도부는 내년 1월 총사퇴하기로 결정했다.
- 한국은행은 콜금리를 3.5%로 인상하기로 결정했다.

## 2005년10월 10일
- 스웨덴 왕립 과학원은 미국의 로버트 오먼과 토머스 셀링을 2005년 노벨 경제학상 수상자로 선정했다.
- 중화인민공화국이 한국학교에 진입한 탈북자 9명을 조선민주주의인민공화국에 송환한 것으로 확인됐다. 이에 대해 대한민국 정부는 공식 항의했다.
- 삼성그룹은 삼성에버랜드 전환사채 발행 의혹 사건에 대해 항소했다.
- 일본 야스쿠니 신사는 북관대첩비를 한국에 돌려주기로 결정했다.

## 2005년10월 9일
- 일본 게임업체 시스템 소프트가 10월 18일, 일본 자위대가 대한민국과 조선민주주의인민공화국, 중화인민공화국과 전쟁을 벌여 무찌르고 유엔 상임이사국으로 진출해 중앙아시아 분쟁에 개입한다는 줄거리를 가진 군사 전략게임 '현대대전략 2005 호국의 방패 이지스 함대'를 일본 현지에 출시할 예정으로 알려져 일본의 군사대국화·우경화 움직임을 부채질한다는 우려를 낳고 있다.
- 일본 자민당이 정리하고 있는 헌법 개정 초안의 전문에 독도 영유권을 명시하는 듯한 문구가 포함된 것으로 드러나 파문이 예상된다.

## 2005년10월 8일
- 남아시아 지진 :인도, 파키스탄, 아프가니스탄을 포함한 남부 아시아 지역에 7.6강도의 지진이 일어나 3000명에 달하는 사상자와 부상자가 속출했다.
- 일요일(9일)을 전후로 미국 뉴욕 지하철에서 테러가 발생할 것이라는 첩보 내용의 미 국토안보부 메모가 발견됐다. 미 경찰이 용의자 10명을 긴급 체포했다.
- 북측이 지난달 롯데관광에 문서를 통해 개성관광 협상을 공식 제안했으며 롯데관광은 개성관광 사업 참여를 적극 검토하고 있다.
- 영국의 파이낸셜 타임즈가 지난해에 이어 두 번째로 가장 영향력있는 갑부 25인 리스트를 발표했다. 빌 게이츠가 1위로 기록 되었으며, 삼성의 이건희 회장도 일가재산 43억달러로 23위를 기록, 이번 25인 명단에 포함됐다.

## 2005년10월 7일
- 질병관리본부는 조류 독감이 사람과 사람 사이에 감염될 경우, 대한민국 국민 중 1500만 명이 감염돼 이중 9만∼44만명이 사망할 것으로 예측됐다.
- UN 산하 핵 감시기구인 국제 원자력 기구(IAEA)와 모하메드 엘바라데이 IAEA 사무총장이 7일 2005년 노벨 평화상 수상자로 공동 선정됐다.
- 쇼트트랙 선수안현수가 서울 목동 실내 링크에서 펼쳐진 2005~2006 국제빙상 연맹(ISU) 쇼트트랙 스케이팅 월드컵 2차 대회 남자 1500ｍ결승에서 오노와 치열한 선두경쟁을 벌인 끝에 1위(2분19초783)로 우승했다.

## 2005년10월 6일
- 과테말라의 한 마을(Panabaj)이 허리케인 스탄에 의한 진흙더미에 휩싸여 1400여명의 주민이 사망했다.
- 북아프리카 모로코의 멜리야에서 국경을 넘어 스페인으로 불법 입국을 시도한 400여명의 아프리카인들이 이를 막으려는 모로코군과 충돌, 그 과정에서 6명이 숨졌으며, 현장에 있던 290명이 체포됐다.
- 현대아산의 김운규 부회장이 남북협력기금을 유용했다는 현대아산 내부보고서의 내용이 사실이 아닌 것으로 확인됐다. 통일부는 기자회견을 열어 현대측의 감사보고서에 잘못이 있었다고 밝혔다. 현대그룹 측은 이에 대해 사과했다.

## 2005년10월 5일
- OECD는 연례 한국경제보고서에서 외환위기 이후 진행된 구조개혁과 세계경제의 통합 증대로 크게 변모한 한국 경제의 잠재성장률을 현재의 4.5%~5% 수준으로 유지하기 위해 해결해야 할 고령화 대비, 지역 균형발전, 교육 개혁, 노동 유연성 제고 등의 과제를 제시했다.
- 2005년 노벨 화학상은 유기화합물을 합성하는‘복분해’방법을 개발한 프랑스의 이브 쇼뱅 박사와 미국 캘리포니아 공과대학교의 로버트 그럽스 교수, 미국 매사추세츠 공과대학교의 리처드 슈록 교수가 공동수상했다.

## 2005년10월 4일
- 스웨덴 왕립 과학원은 2005년 노벨 물리학상 수상자로 미국의 존 홀과 독일의 테오도로 핸쉬, 그리고 미국의 로이 글로버가 공동 선정됐다고 발표했다.
- 튀르키예와 유럽 연합은 46년 만에 터키의 유럽 연합(EU) 회원국 가입을 위한 협상을 시작했다.
- 에버랜드 사건: 서울중앙지방법원 형사합의25부는 삼성에버랜드 전환사채를 이재용 등 삼성 일가 4남매에게 헐값에 팔아 회사에 손해를 끼친 혐의로 기소된 허태학 당시 사장과 박노빈 당시 상무(현 사장)에게 유죄를 선고했다.

## 2005년10월 3일
- 역사상 가장 젊은 미국 대법원장인 존 로버츠가 제17대 대법원장 취임식을 가졌다.
- 경북 상주에서 MBC의 '가요콘서트' 리허설 도중 입장하던 관람객들이 넘어지면서 11명이 압사하고, 55명 가량이 부상을 당하는 사고가 발생했다.
- 대한민국의 한양미디어그룹에서 소속된 비상장 유선 방송업인 한양방송을 설립하였다.

## 2005년10월 2일
- 인도네시아 발리 섬에서 폭탄 테러 사건으로 30여명이 사망하고 100여명의 부상을 입었다.
- 암투병 중에 사망한 비전향장기수 정순택의 주검이 판문점을 통해 북한에 인계되었다.
- 2005년 7월 MBC '생방송 음악캠프'에서 신체 노출로 물의를 일으킨 5인조 펑크록밴드 '럭스'가 사건 이후 처음으로 공식적인 무대('도시락&쌈지 사운드 페스티벌')에 올라 사과의 뜻을 전했다.

## 2005년10월 1일
- 서울시는 ‘청계천 새물맞이’ 행사와 함께 청계천 복원 사업을 마무리하는 기념식을 했다.
- 노무현 대통령은 국군의 날 기념식에서 전시작전통제권을 한미연합사령부로부터 가능한 한 빨리 환수할 것이며, 국방개혁을 계속 추진하겠다고 밝혔다.
- 현대아산의 김윤규 부회장이 금강산 개발 과정에서 남북협력기금 50만 달러를 개인 비자금으로 빼돌렸다는 의혹이 담긴 회사 보고서가 공개되었다.